# Dinochernes
Genre
Dinochernes est un genre de pseudoscorpions de la famille des Chernetidae.

## Distribution
Les espèces de ce genre se rencontrent aux États-Unis, au Mexique et en Guadeloupe.

## Liste des espèces
Selon Pseudoscorpions of the World (version 3.0) :
- Dinochernes chalumeaui Heurtault & Rebière, 1983
- Dinochernes vanduzeei (Chamberlin, 1923)
- Dinochernes wallacei Muchmore, 1975

## Publication originale
- Beier, 1933 : Pseudoskorpione aus Mexiko. Zoologischer Anzeiger, vol. 104, p. 91-101.